# Il dottore e la ragazza
Il dottore e la ragazza (The Doctor and the Girl) è un film del 1949 diretto da Curtis Bernhardt e interpretato da Glenn Ford, Charles Coburn e Janet Leigh, tratto sul romanzo Corps et Âmes dello scrittore francese Maxence Van der Meersch.

## Trama
Michael è il figlio del noto chirurgo John Corday e una volta laureato diventa assistente in un grande ospedale dove si innamora di una sua paziente, Evelyn 'Taffy' Heldon. Incurante delle chiacchiere della gente Michael sposa la ragazza, provocando lo sdegno del padre con il quale rompe ogni rapporto. I due vanno a vivere in un quartiere popolare dove Michael si dedica a coloro che non possono pagarsi le spese mediche, seguendoli anche nella vita quotidiana e guadagnandosi il loro affetto. John continua intanto a seguire le vicende del figlio da lontano e quando la più piccola dei Corday, Fabienne, muore in seguito ad un'emorragia interna, si rende conto di quanto poco sia stato vicino ai suoi figli.

## Produzione
Gran parte del film venne girato nel quartiere di Manhattan a New York. Tra le varie location si riconoscono Patchin Place nel Greenwich Village, la 42ª Strada (dove il regista utilizzò una videocamera nascosta nel furgone di un lattaio per filmare alcune riprese), Times Square, il Bellevue Hospital e il Columbia-Presbyterian Medical Center (oggi parte del New York-Presbyterian Hospital).
Il dottore e la ragazza è il primo film in cui risulta accreditata l'attrice Nancy Davis, la futura first lady Nancy Reagan.
Oltre a noti caratteristi come Sarah Padden, Kenneth Tobey, Harlan Warde e Frank Wilcox, tra gli attori non accreditati ci sono gli italiani Mario Siletti (Mr. Crisanti) e Mimì Aguglia (la madre del ragazzo con la difterite).

## Distribuzione
Il dottore e la ragazza debuttò negli Stati Uniti il 29 settembre 1949.
Nel 1982 è stato mostrato al Festival di Berlino all'interno di una retrospettiva dedicata a Curtis Bernhardt.

### Date di uscita
- Stati Uniti (The Doctor and the Girl) – 29 settembre 1949
- Australia (The Doctor and the Girl) – 24 marzo 1950
- Svezia (Livet kallar) – 6 novembre 1950
- Finlandia (Valitsin rakkauden) – 1º giugno 1951
- Portogallo (A Grande Profissão) – 26 luglio 1951
- Danimarca (Doktoren gifter sig) – 23 giugno 1952
- Austria (Frauen um Dr. Corday) – 30 luglio 1954
- Argentina (Cuerpos y almas) – 16 agosto 1954

## Critica
Alla sua uscita il film ricevette buone recensioni e la stampa apprezzò soprattutto la prova del cast, in particolare di Janet Leigh che il New York Times definì "amabile e ammaliante".